# Léo de Saint-Poncy
Le comte Léo de Saint-Poncy, né François Jacques Léon de Molen de Saint-Poncy le 13 mars 1825 à Blesle, et mort le 1er avril 1917 à Morlaix, est un journaliste et historien français. Il est décédé en 1921.
En 1869, conseiller général de la Haute-Loire, il fit une demande d'admission à la Société d'agriculture, sciences, arts et commerce du Puy en envoyant une Notice historique sur Blesle et l'abbaye de Saint-Pierre-de-Blesle.
Il fut préfet de Haute-Loire,,  du 31 janvier au 15 février 1870 et remplacé le 6 septembre 1870,.

## Publications
- « Notice historique sur Blesle et l'abbaye de Saint-Pierre-de-Blesle », Annales de la Société d'agriculture, sciences, arts et commerce du Puy,‎ 1868 (lire en ligne)
- Histoire de Marguerite de Valois, reine de France et de Navarre en 1887
- Les fruits de la Révolution[10] en 1893[1].